# Bibliotheca Corviniana

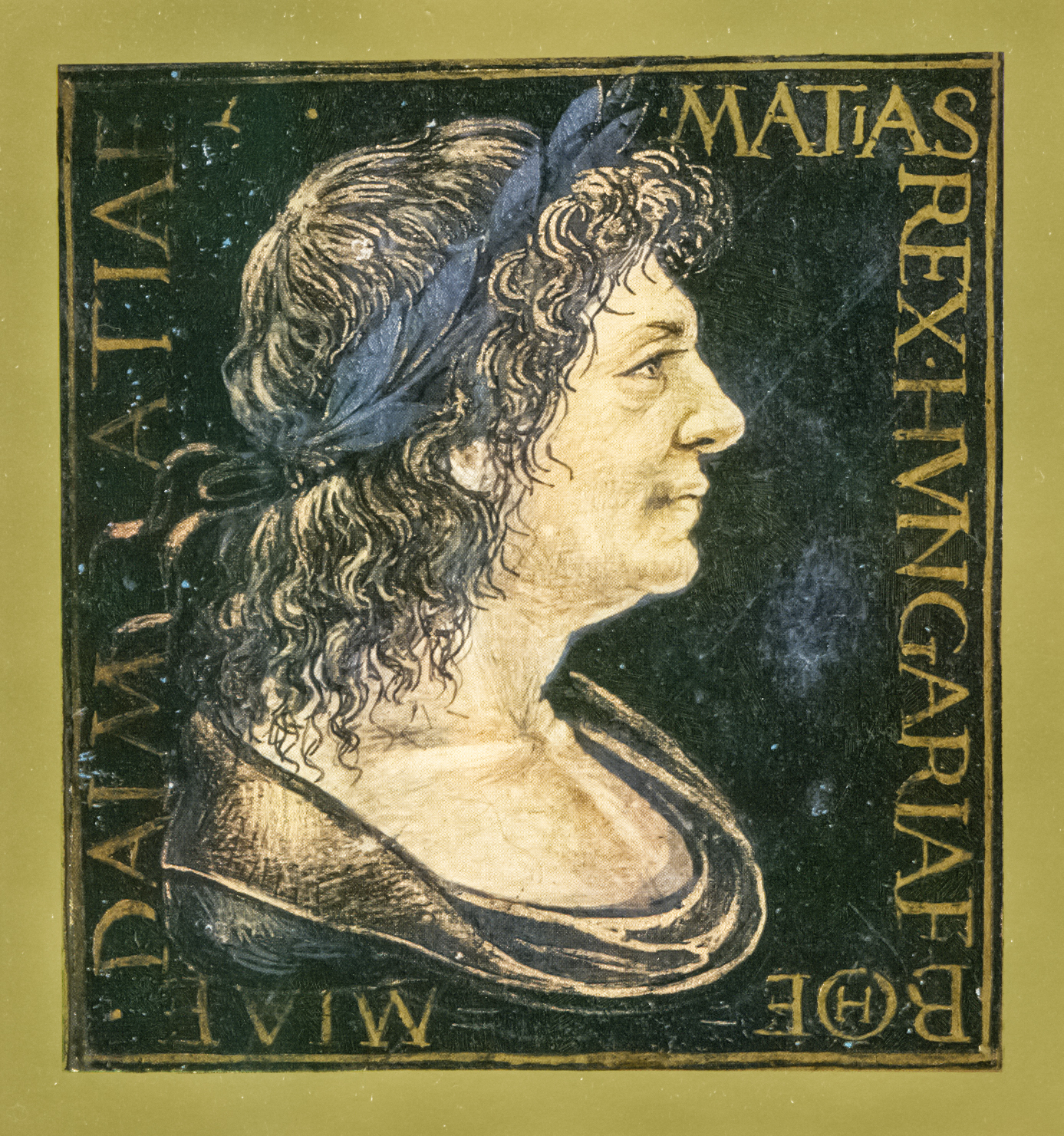
Matthias Corvinus uit een Corvina-codex.

De Bibliotheca Corviniana was de bibliotheek van de Hongaarse koning Matthias Corvinus, die regeerde van 1458 tot 1490. De bibliotheek was in haar tijd de meest uitgebreide bibliotheek ten noorden van de Alpen en in Italië werd ze alleen maar door de Biblioteca Apostolica Vaticana, de bibliotheek van het Vaticaan, overtroffen. De bibliotheek werd vanaf de 19e eeuw Bibliotheca Corviniana genoemd.

## De bibliotheek
Matthias' bibliotheek was in zijn paleis in Boeda gevestigd. Matthias, die een renaissancevorst was, streefde ernaar om alle overgebleven boeken uit de klassieke oudheid en het vroege christendom in zijn bibliotheek onder te brengen. Hiervoor kocht hij boeken aan uit Rome en Florence, maar ook uit Griekenland, waar sinds de val van Constantinopel in het jaar 1453 de Ottomanen de baas waren. De bibliotheek beschikte ook over een eigen atelier waarin boeken gekopieerd, verlucht en geïllustreerd werden. Matthias' bibliotheek bevatte vele Renaissance-meesterstukken en inspireerde onder andere Lorenzo de' Medici bij de uitbouw van zijn beroemde Biblioteca Medicea Laurenziana.

## Geschiedenis
Hongarije was het eerste land ten noorden van de Alpen waar de renaissance voelbaar werd. Matthias omringde zich vanaf de eerste jaren van zijn regering met humanisten uit Hongarije en Italië. Tijdens zijn jeugd had Matthias, net als zijn leraar Johannes Vitéz en diens neef Janus Pannonius, reeds een boekenverzameling opgebouwd. Marzio Galeotti werd zijn eerste bibliothecaris.
In het jaar 1472 stierven de in ongenade gevallen Johannes Vitéz en Janus Pannonius. De Italiaan Marzio Galeotto keerde terug naar Italië. De uitgebreide boekenverzamelingen van Johannes Vitéz en Janus Pannonius werden aan Matthias' bibliotheek toegevoegd.
Vier jaar later trouwde Matthias met de Napolitaanse prinses Beatrijs van Aragón. Met Beatrijs kwam een stroom van Italiaanse humanisten naar Hongarije op gang en de Renaissance invloed in Hongarije werd nog versterkt. Voor de bibliotheek van koning Matthias was niet zozeer de relatie met het koninkrijk Napels van belang, maar wel met de republiek Florence. De nieuwe Italiaanse bibliothecaris Taddeo Ugoleto speelde een grote rol in de uitbreiding van de bibliotheek en gaf ze grote bekendheid in het buitenland.
Na Matthias' dood in 1490 bleef de bibliotheek nog enkele decennia bestaan. Matthias' opvolgers, Wladislaus II en Lodewijk II Jagiello, verwaarloosden de bibliotheek. Toen de Ottomanen Boeda in het jaar 1541 innamen, verdween de bibliotheek voor 150 jaar uit de geschiedenis en leefde alleen in het collectieve geheugen van de Hongaren verder. Wat men in het jaar 1686 bij de bevrijding van Boeda vond, was alleen maar de rest van wat ooit de Bibliotheca Corviniana was geweest. 